# Кароне (Торино)
Кароне је насеље у Италији у округу Торино, региону Пијемонт.
Према процени из 2011. у насељу је живело 335 становника. Насеље се налази на надморској висини од 231 м.